# Azun
La rivière Azun est un cours d'eau d'Alaska, aux États-Unis situé dans la région de recensement de Wade Hampton.

## Description
Située dans le delta du Yukon-Kuskokwim, elle est longue de 40 milles (64 km). Elle coule en direction du sud-ouest jusqu'à la baie Hazen, à 8 milles (13 km) au sud de l'embouchure de la rivière Manokinak dans le delta du Yukon-Kuskokwim.
Son nom eskimo, Azoon a été référencé en 1878 par E.W. Nelson.

## Sources
- (en) « Azun », Geographic Names Information System